# Méthode des éléments finis étendus
En analyse numérique, la Méthode des Éléments Finis Étendus (X-FEM pour eXtended Finite Element Method en anglais ) est une méthode de résolution numérique d'équations introduite pour tenir compte des problèmes de convergence des éléments finis près d'éventuelles singularités du domaine.

## Origine
La méthode des X-FEM est une généralisation de méthodes destinées à traiter la fissuration en éléments finis. 
La présence de singularités (fissures, perforations, etc.) dégradant fortement la convergence de la méthode des éléments finis (MEF),  raffiner le maillage à proximité des singularités n'est donc pas suffisant pour obtenir une bonne solution. 
Différentes approches ont été proposées pour pallier ce problème, la plupart reposant sur l'introduction de fonctions capables de représenter le comportement au voisinage des singularités. Cependant, ces approches impliquent fréquemment une moins bonne prise en compte des conditions aux limites.
En 1996, Babuška et Melenk introduisent une méthode permettant de disposer de fonctions décrivant la singularité tout en respectant les conditions aux limites. Ils montrent que cette méthode permet de retrouver un taux de convergence normal.

## Principes de base et applications
Les singularités en pointe de fissure peuvent être approchées par :
{\displaystyle K_{I}{\frac {\underline {\varphi _{I}({\underline {M}})}}{\sqrt {r}}}+K_{II}{\frac {\underline {\varphi _{II}({\underline {M}})}}{\sqrt {r}}}+K_{III}{\frac {\underline {\varphi _{III}({\underline {M}})}}{\sqrt {r}}}}
où {\displaystyle r} est la distance du point {\displaystyle {\underline {M}}} à la pointe de fissure.
L'idée principale de la X-FEM est d'introduire les inconnues {\displaystyle K_{I},\ K_{II},\ K_{III}} et les fonctions de forme {\displaystyle {\frac {\varphi _{I/II/III}}{\sqrt {r}}}}, mais ces fonctions n'ont pas les propriétés voulues dans une MEF, notamment sur le bord.
Il est toutefois possible de régulariser (au sens des conditions sur le bord) les fonctions de singularité en les multipliant par {\displaystyle R} tel que, soit {\displaystyle m} nœuds décrivant le domaine, dont {\displaystyle m^{\prime }} sont des nœuds intérieurs, alors grâce à la propriété de partition de l'unité des fonctions de formes EF :
{\displaystyle R=\displaystyle \Sigma _{i=1}^{m^{\prime }}\varphi _{i}({\underline {M}})=\left\{{\begin{matrix}1&{\text{ si }}&{\underline {M}}\in \Omega ^{\!\!\!\!^{{}^{o}}}\\0&{\text{ si }}&{\underline {M}}\in \partial \Omega \end{matrix}}\right.}
L'idée introduite par Babuska et Melenk, est d'introduire comme fonction de forme des fonctions capables de prendre en compte la singularité que l'on veut traiter (connues par différentes approches matériaux) et de les régulariser sur le bord grâce à la fonction {\displaystyle R} qui préserve les propriétés des fonctions introduites sur l'intérieur du domaine.
La méthode des X-FEM est une généralisation de cette idée, consistant à enrichir les éléments avec des fonctions régularisées, de manière à pouvoir décrire la répartition spatiale de matière.
Selon certains chercheurs[réf. nécessaire], il serait même possible de rentrer toute la complexité d'une structure dans les fonctions de forme, et ainsi faire n'importe quel calcul sur un cube, au lieu de mailler une géométrie compliquée.

## Codes X-FEM existant
- Codes libres :  GetFEM++, openxfem++, eXlibris...

- Codes propriétaires : SYSTUS, Dynaflow, Altair Radioss, ASTER, Morfeo, Abaqus, ANSYS, SAMCEF, OOFELIE...

## Source
- J. M. Melenk, I. Babuška (1996). The partition of unity finite element method: basic theory and applications. Computer Methods in Applied Mechanics and Engineering 139 (1–4), 289–314 (DOI 10.1016/s0045-7825(96)01087-0)